# Liste der Nummer-eins-Hits in Ungarn (2004)
Dies ist eine Liste der Nummer-eins-Hits in Ungarn im Jahr 2004. Sie basiert auf der Rádiós Top 40 játszási lista bei den Singlecharts und der Top 40 album-, DVD- és válogatáslemez-lista bei den Albumcharts. Sie wurden im Auftrag der Magyar Hanglemezkiadók Szövetsége (Mahasz), dem ungarischen Vertreter der International Federation of the Phonographic Industry, ermittelt.

## Singles
| ← 2003 ← | Liste der Nummer-eins-Hits in Ungarn | Liste der Nummer-eins-Hits in Ungarn | Liste der Nummer-eins-Hits in Ungarn                                                                                       | 2005 → |
| \| Zeitraum \| Wo. ges. \| Interpret \| Titel Autor(en) \| Zusätzliche Informationen \| \| (Zeitraum, Wochen auf Platz eins, Interpret, Titel, Autor[en], zusätzliche Informationen) \| \| \| \| \| \| ----------------------------------------------------------------------------------------- \| -------- \| --------------- \| -------------------------------------------------------------------------------------------------------------------------- \| ---------------------------------------------------------------------------------------------------------------------------------------------------------------------------------------- \| \| 17. November 2003 – 11. Januar 2004 8 Wochen \| 8 \| Eros Ramazzotti \| Un’emozione per sempre Musik: Maurizio Fabrizio, Claudio Guidetti, Eros Ramazzotti; Text: Adelio Cogliati, Eros Ramazzotti \| In den 1990ern war der Italiener mehrfach in den Top 10 der ungarischen Albumcharts. In den seit 2002 geführten Airplay-Charts war er erstmals vertreten und kam sofort auf Platz eins. \| \| 12. Januar 2004 – 18. Januar 2004 1 Woche \| 1 \| Dido \| White Flag Dido Armstrong, Rollo Armstrong, Richard Nowels \| Das Lied hielt sich 70 Wochen in den ungarischen Radiocharts. \| \| 19. Januar 2004 – 25. Januar 2004 1 Woche (insgesamt 3) \| 3 \| The Rasmus \| In the Shadows Aki Hakala, Eero Heinonen, Pauli Rantasalmi, Lauri Ylönen \| Das Lied verhalf dem zugehörigen Album Dead Letters zu Goldstatus, blieb aber der einzige nennenswerte Hit der Finnen in Ungarn. \| \| 26. Januar 2004 – 1. Februar 2004 1 Woche \| 1 \| Groovehouse \| Ha újra látom \| Nach Hajnal (2002) der zweite Nummer-eins-Hit in Folge für die Band aus Budapest. \| \| 2. Februar 2004 – 15. Februar 2004 2 Wochen (insgesamt 3) \| 3 \| The Rasmus \| In the Shadows Aki Hakala, Eero Heinonen, Pauli Rantasalmi, Lauri Ylönen \| – \| \| 16. Februar 2004 – 7. März 2004 3 Wochen (insgesamt 4) \| 4 \| Milk & Sugar \| Let the Sunshine In Musik: Galt MacDermot; Text: James Rado, Gerome Ragni \| Auch wenn das Lied in der deutschen Heimat nicht so erfolgreich war, war es international und besonders in Osteuropa der größte Erfolg des DJ-Duos. \| \| 8. März 2004 – 14. März 2004 1 Woche \| 1 \| Phil Collins \| Look Through My Eyes Phil Collins \| Das Lied war der letzte große Hit des Engländers und in Ungarn besonders erfolgreich. \| \| 15. März 2004 – 21. März 2004 1 Woche (insgesamt 4) \| 4 \| Milk & Sugar \| Let the Sunshine In Musik: Galt MacDermot; Text: James Rado, Gerome Ragni \| – \| \| 22. März 2004 – 9. Mai 2004 7 Wochen \| 7 \| George Michael \| Amazing Jonathan Simon Douglas, George Michael \| Auch George Michael konnte nach diesem Hit nicht mehr an frühere Erfolge anknüpfen und hatte nur noch zwei kleinere Top-40-Hits. \| \| 10. Mai 2004 – 11. Juli 2004 9 Wochen (insgesamt 11) \| 11 \| The Corrs \| Summer Sunshine Andrea Corr, Caroline Corr, James Corr, Sharon Corr \| Vor 2004 waren die Iren auch in den ungarischen Albumcharts nicht vertreten gewesen, dabei hatten sie ab 1995 zahlreiche internationale Hits. \| \| 12. Juli 2004 – 18. Juli 2004 1 Woche (insgesamt 7) \| 7 \| Hooligans \| Játszom \| Der erste Nummer-eins-Hit der Band im achten Jahr ihres Bestehens verhalf auch dem zugehörigen Album an die Spitze. \| \| 19. Juli 2004 – 1. August 2004 2 Wochen (insgesamt 11) \| 11 \| The Corrs \| Summer Sunshine Andrea Corr, Caroline Corr, James Corr, Sharon Corr \| – \| \| 2. August 2004 – 5. September 2004 5 Wochen (insgesamt 7) \| 7 \| Hooligans \| Játszom \| – \| \| 6. September 2004 – 12. September 2004 1 Woche \| 1 \| Club 54 \| Még egyszer \| Mit seiner Debütsingle hatte das Dancetrio auch seinen größten Hit. \| \| 13. September 2004 – 19. September 2004 1 Woche \| 1 \| Maroon 5 \| This Love Jesse Carmichael, Ryan Dusick, Adam Levine, Michael Madden, James Valentine \| Für die US-Band war es der erste große Erfolg, der international hohe Platzierungen erreichte. \| \| 20. September 2004 – 26. September 2004 1 Woche (insgesamt 7) \| 7 \| Hooligans \| Játszom \| – \| \| 27. September 2004 – 7. November 2004 6 Wochen \| 6 \| Alcazar \| This Is the World We Live In Bernard Edwards, Nile Rodgers, Phil Collins, Tony Banks, Mike Rutherford \| Nach Crying at the Discoteque 2001 war dieser Mix aus Land of Confusion und Upside Down der zweite große Hit der schwedischen Popband. Nur in Ungarn erreichte das Lied aber Platz eins. \| \| 8. November 2004 – 14. November 2004 1 Woche (insgesamt 12) \| 12 \| Duran Duran \| (Reach Up for The) Sunrise Simon Le Bon, Andrew Taylor, Nick Rhodes, Nigel Taylor, Roger Taylor \| Das Lied war der letzte Singlehit der Briten, danach waren sie noch in den Albumcharts erfolgreich. \| \| 15. November 2004 – 21. November 2004 1 Woche (insgesamt 2) \| 2 \| Bryan Adams \| Open Road Bryan Adams, Eliot John Kennedy \| Der Kanadier ist einer von mehreren in den 1980ern und 1990ern erfolgreichen Interpreten, die in diesem Jahr mit einem Nummer-eins-Hit noch einmal einen letzten großen Erfolg hatten. \| \| 22. November 2004 – 5. Dezember 2004 2 Wochen (insgesamt 12) \| 12 \| Duran Duran \| (Reach Up for The) Sunrise Simon Le Bon, Andrew Taylor, Nick Rhodes, Nigel Taylor, Roger Taylor \| – \| \| 6. Dezember 2004 – 12. Dezember 2004 1 Woche (insgesamt 2) \| 2 \| Bryan Adams \| Open Road Bryan Adams, Eliot John Kennedy \| – \| \| 13. Dezember 2004 – 13. Februar 2005 9 Wochen (insgesamt 12) \| 12 \| Duran Duran \| (Reach Up for The) Sunrise Simon Le Bon, Andrew Taylor, Nick Rhodes, Nigel Taylor, Roger Taylor \| – \| |                                      |                                      | | |
| ← 2003 |                                      |                                      | | → 2005 → |
| Zeitraum | Wo. ges.                             | Interpret                            | Titel Autor(en) | Zusätzliche Informationen |
| (Zeitraum, Wochen auf Platz eins, Interpret, Titel, Autor[en], zusätzliche Informationen) |                                      |                                      | | |
| 17. November 2003 – 11. Januar 2004 8 Wochen | 8                                    | Eros Ramazzotti                      | Un’emozione per sempre Musik: Maurizio Fabrizio, Claudio Guidetti, Eros Ramazzotti; Text: Adelio Cogliati, Eros Ramazzotti | In den 1990ern war der Italiener mehrfach in den Top 10 der ungarischen Albumcharts. In den seit 2002 geführten Airplay-Charts war er erstmals vertreten und kam sofort auf Platz eins.  |
| 12. Januar 2004 – 18. Januar 2004 1 Woche | 1                                    | Dido                                 | White Flag Dido Armstrong, Rollo Armstrong, Richard Nowels                                                                 | Das Lied hielt sich 70 Wochen in den ungarischen Radiocharts. |
| 19. Januar 2004 – 25. Januar 2004 1 Woche (insgesamt 3) | 3                                    | The Rasmus                           | In the Shadows Aki Hakala, Eero Heinonen, Pauli Rantasalmi, Lauri Ylönen                                                   | Das Lied verhalf dem zugehörigen Album Dead Letters zu Goldstatus, blieb aber der einzige nennenswerte Hit der Finnen in Ungarn.                                                         |
| 26. Januar 2004 – 1. Februar 2004 1 Woche | 1                                    | Groovehouse                          | Ha újra látom | Nach Hajnal (2002) der zweite Nummer-eins-Hit in Folge für die Band aus Budapest. |
| 2. Februar 2004 – 15. Februar 2004 2 Wochen (insgesamt 3) | 3                                    | The Rasmus                           | In the Shadows Aki Hakala, Eero Heinonen, Pauli Rantasalmi, Lauri Ylönen                                                   | – |
| 16. Februar 2004 – 7. März 2004 3 Wochen (insgesamt 4) | 4                                    | Milk & Sugar                         | Let the Sunshine In Musik: Galt MacDermot; Text: James Rado, Gerome Ragni                                                  | Auch wenn das Lied in der deutschen Heimat nicht so erfolgreich war, war es international und besonders in Osteuropa der größte Erfolg des DJ-Duos.                                      |
| 8. März 2004 – 14. März 2004 1 Woche | 1                                    | Phil Collins                         | Look Through My Eyes Phil Collins                                                                                          | Das Lied war der letzte große Hit des Engländers und in Ungarn besonders erfolgreich. |
| 15. März 2004 – 21. März 2004 1 Woche (insgesamt 4) | 4                                    | Milk & Sugar                         | Let the Sunshine In Musik: Galt MacDermot; Text: James Rado, Gerome Ragni                                                  | – |
| 22. März 2004 – 9. Mai 2004 7 Wochen | 7                                    | George Michael                       | Amazing Jonathan Simon Douglas, George Michael                                                                             | Auch George Michael konnte nach diesem Hit nicht mehr an frühere Erfolge anknüpfen und hatte nur noch zwei kleinere Top-40-Hits.                                                         |
| 10. Mai 2004 – 11. Juli 2004 9 Wochen (insgesamt 11) | 11                                   | The Corrs                            | Summer Sunshine Andrea Corr, Caroline Corr, James Corr, Sharon Corr                                                        | Vor 2004 waren die Iren auch in den ungarischen Albumcharts nicht vertreten gewesen, dabei hatten sie ab 1995 zahlreiche internationale Hits.                                            |
| 12. Juli 2004 – 18. Juli 2004 1 Woche (insgesamt 7) | 7                                    | Hooligans                            | Játszom | Der erste Nummer-eins-Hit der Band im achten Jahr ihres Bestehens verhalf auch dem zugehörigen Album an die Spitze.                                                                      |
| 19. Juli 2004 – 1. August 2004 2 Wochen (insgesamt 11) | 11                                   | The Corrs                            | Summer Sunshine Andrea Corr, Caroline Corr, James Corr, Sharon Corr                                                        | – |
| 2. August 2004 – 5. September 2004 5 Wochen (insgesamt 7) | 7                                    | Hooligans                            | Játszom | – |
| 6. September 2004 – 12. September 2004 1 Woche | 1                                    | Club 54                              | Még egyszer | Mit seiner Debütsingle hatte das Dancetrio auch seinen größten Hit. |
| 13. September 2004 – 19. September 2004 1 Woche | 1                                    | Maroon 5                             | This Love Jesse Carmichael, Ryan Dusick, Adam Levine, Michael Madden, James Valentine                                      | Für die US-Band war es der erste große Erfolg, der international hohe Platzierungen erreichte.                                                                                           |
| 20. September 2004 – 26. September 2004 1 Woche (insgesamt 7) | 7                                    | Hooligans                            | Játszom | – |
| 27. September 2004 – 7. November 2004 6 Wochen | 6                                    | Alcazar                              | This Is the World We Live In Bernard Edwards, Nile Rodgers, Phil Collins, Tony Banks, Mike Rutherford                      | Nach Crying at the Discoteque 2001 war dieser Mix aus Land of Confusion und Upside Down der zweite große Hit der schwedischen Popband. Nur in Ungarn erreichte das Lied aber Platz eins. |
| 8. November 2004 – 14. November 2004 1 Woche (insgesamt 12) | 12                                   | Duran Duran                          | (Reach Up for The) Sunrise Simon Le Bon, Andrew Taylor, Nick Rhodes, Nigel Taylor, Roger Taylor                            | Das Lied war der letzte Singlehit der Briten, danach waren sie noch in den Albumcharts erfolgreich.                                                                                      |
| 15. November 2004 – 21. November 2004 1 Woche (insgesamt 2) | 2                                    | Bryan Adams                          | Open Road Bryan Adams, Eliot John Kennedy                                                                                  | Der Kanadier ist einer von mehreren in den 1980ern und 1990ern erfolgreichen Interpreten, die in diesem Jahr mit einem Nummer-eins-Hit noch einmal einen letzten großen Erfolg hatten.   |
| 22. November 2004 – 5. Dezember 2004 2 Wochen (insgesamt 12) | 12                                   | Duran Duran                          | (Reach Up for The) Sunrise Simon Le Bon, Andrew Taylor, Nick Rhodes, Nigel Taylor, Roger Taylor                            | – |
| 6. Dezember 2004 – 12. Dezember 2004 1 Woche (insgesamt 2) | 2                                    | Bryan Adams                          | Open Road Bryan Adams, Eliot John Kennedy                                                                                  | – |
| 13. Dezember 2004 – 13. Februar 2005 9 Wochen (insgesamt 12) | 12                                   | Duran Duran                          | (Reach Up for The) Sunrise Simon Le Bon, Andrew Taylor, Nick Rhodes, Nigel Taylor, Roger Taylor                            | – |

## Alben
| ← 2003 ← | Liste der Nummer-eins-Hits in Ungarn | Liste der Nummer-eins-Hits in Ungarn | Liste der Nummer-eins-Hits in Ungarn | 2005 → |
| \| Zeitraum \| Wo. ges. \| Interpret \| Titel \| Zusätzliche Informationen \| \| (Zeitraum, Wochen auf Platz eins, Interpret, Titel, zusätzliche Informationen) \| \| \| \| \| \| ------------------------------------------------------------------------------ \| -------- \| -------------------- \| ----------------------- \| ----------------------------------------------------------------------------------------------------------------------------------------------------------------------------------------------------------------------------------------------------------------------------------- \| \| 1. Dezember 2003 – 1. Februar 2004 9 Wochen \| 9 \| MC Hawer és Tekknő \| Kimegyek a temetőbe \| Bereits beim letzten Jahreswechsel hatte das Dance-Duo die Spitzenposition innegehabt. Das zweite Nummer-eins-Album war das vierte Platin-Album für die beiden. \| \| 2. Februar 2004 – 22. Februar 2004 3 Wochen (insgesamt 8) \| 8 \| Megasztár \| Megasztár \| Die erste Saison der Castingshow Megasztár, angelehnt an das britische Pop Idol, startete mit einem Nummer-eins-Sampler. \| \| 23. Februar 2004 – 7. März 2004 2 Wochen (insgesamt 7) \| 7 \| Nox \| Bűvölet \| Mit dem Debütalbum Örökség war die Band 2002 bis Platz 5 gekommen. Das Nachfolgealbum war ihr erstes Nummer-eins-Album und ihr erfolgreichstes mit mehr als zwei Jahren in den Charts. \| \| 8. März 2004 – 14. März 2004 1 Woche (insgesamt 8) \| 8 \| Megasztár \| Megasztár \| – \| \| 15. März 2004 – 21. März 2004 1 Woche \| 1 \| Bëlga \| Jön a Gólem! \| Mit diesem Album, ihrem zweiten, hatte die Rap-Rock-Formation aus Budapest ihren Durchbruch. \| \| 22. März 2004 – 18. April 2004 4 Wochen (insgesamt 8) \| 8 \| Megasztár \| Megasztár \| – \| \| 19. April 2004 – 25. April 2004 1 Woche (insgesamt 7) \| 7 \| Nox \| Bűvölet \| – \| \| 26. April 2004 – 9. Mai 2004 2 Wochen \| 2 \| Guns N’ Roses \| Greatest Hits \| In den 1990ern war die US-Band mit drei Alben in den ungarischen Top 10 gewesen, mit den Greatest Hits schafften sie es einmal ganz an die Spitze. \| \| 10. Mai 2004 – 30. Mai 2004 3 Wochen (insgesamt 7) \| 7 \| Nox \| Bűvölet \| – \| \| 31. Mai 2004 – 6. Juni 2004 1 Woche (insgesamt 2) \| 2 \| Hooligans \| Szenzáció \| – \| \| 7. Juni 2004 – 13. Juni 2004 1 Woche (insgesamt 7) \| 7 \| Nox \| Bűvölet \| – \| \| 14. Juni 2004 – 27. Juni 2004 2 Wochen \| 2 \| Megasztár \| Best Of \| Auch der zweite Sampler im Debütjahr der Castingshow erreichte Platz eins. \| \| 28. Juni 2004 – 4. Juli 2004 1 Woche (insgesamt 2) \| 2 \| Hooligans \| Szenzáció \| Die Band aus den Nordosten Ungarns wurde bereits 1996 gegründet, war aber erst 2001 erstmals in den Charts. Dieses Platinalbum brachte sie ganz nach vorne. \| \| 5. Juli 2004 – 12. September 2004 10 Wochen \| 10 \| (Musical-Soundtrack) \| Romeo und Julia \| Die in Frankreich entstandene Musicalversion des Shakespeare-Dramas hatte 2004 in Budapest seine ungarische Uraufführung. \| \| 13. September 2004 – 19. September 2004 1 Woche \| 1 \| Ossian \| Tűzkeresztség \| Die Hard-Rock-Veteranen hatten 1991 ihr erstes Nummer-eins-Album und sich zwischenzeitlich auch schon für vier Jahre getrennt gehabt. Ihr zehntes Top-10-Album in 16 Jahren war ihr zweiter Chartspitzenreiter. \| \| 20. September 2004 – 3. Oktober 2004 2 Wochen \| 2 \| Matyi és a Hegedűs \| 50 pengő \| Die Danceformation hatte im Vorjahr mit Necsi-necsi bereits ein Nummer-eins-Platinalbum. Daran konnten sie direkt anknüpfen. Nach drei weiteren Top-10-Alben endete ihre Erfolgszeit. \| \| 4. Oktober 2004 – 21. November 2004 7 Wochen \| 7 \| Oláh Ibolya \| Egy sima, egy fordított \| Im Finale von Megasztár musste die Sängerin der Konkurrentin Veronika Tóth den Vortritt lassen, in den Charts tauschten die beiden die Plätze. Von den drei Nummer-eins-Alben, die die Castingshow in diesem Jahr hervorbrachte, erreichte es als einziges eine Platinauszeichnung. \| \| 22. November 2004 – 6. Februar 2005 11 Wochen \| 11 \| Irigy Hónaljmirigy \| Bazi nagy lagzi \| Zum siebten Mal in neun Jahren erreichte die musikalische Comedytruppe Platz eins und zum vierten Mal Platinstatus. \| |                                      |                                      |                                      | |
| ← 2003 |                                      |                                      |                                      | → 2005 → |
| Zeitraum | Wo. ges.                             | Interpret                            | Titel                                | Zusätzliche Informationen |
| (Zeitraum, Wochen auf Platz eins, Interpret, Titel, zusätzliche Informationen) |                                      |                                      |                                      | |
| 1. Dezember 2003 – 1. Februar 2004 9 Wochen | 9                                    | MC Hawer és Tekknő                   | Kimegyek a temetőbe                  | Bereits beim letzten Jahreswechsel hatte das Dance-Duo die Spitzenposition innegehabt. Das zweite Nummer-eins-Album war das vierte Platin-Album für die beiden. |
| 2. Februar 2004 – 22. Februar 2004 3 Wochen (insgesamt 8) | 8                                    | Megasztár                            | Megasztár                            | Die erste Saison der Castingshow Megasztár, angelehnt an das britische Pop Idol, startete mit einem Nummer-eins-Sampler. |
| 23. Februar 2004 – 7. März 2004 2 Wochen (insgesamt 7) | 7                                    | Nox                                  | Bűvölet                              | Mit dem Debütalbum Örökség war die Band 2002 bis Platz 5 gekommen. Das Nachfolgealbum war ihr erstes Nummer-eins-Album und ihr erfolgreichstes mit mehr als zwei Jahren in den Charts.                                                                                              |
| 8. März 2004 – 14. März 2004 1 Woche (insgesamt 8) | 8                                    | Megasztár                            | Megasztár                            | – |
| 15. März 2004 – 21. März 2004 1 Woche | 1                                    | Bëlga                                | Jön a Gólem!                         | Mit diesem Album, ihrem zweiten, hatte die Rap-Rock-Formation aus Budapest ihren Durchbruch. |
| 22. März 2004 – 18. April 2004 4 Wochen (insgesamt 8) | 8                                    | Megasztár                            | Megasztár                            | – |
| 19. April 2004 – 25. April 2004 1 Woche (insgesamt 7) | 7                                    | Nox                                  | Bűvölet                              | – |
| 26. April 2004 – 9. Mai 2004 2 Wochen | 2                                    | Guns N’ Roses                        | Greatest Hits                        | In den 1990ern war die US-Band mit drei Alben in den ungarischen Top 10 gewesen, mit den Greatest Hits schafften sie es einmal ganz an die Spitze. |
| 10. Mai 2004 – 30. Mai 2004 3 Wochen (insgesamt 7) | 7                                    | Nox                                  | Bűvölet                              | – |
| 31. Mai 2004 – 6. Juni 2004 1 Woche (insgesamt 2) | 2                                    | Hooligans                            | Szenzáció                            | – |
| 7. Juni 2004 – 13. Juni 2004 1 Woche (insgesamt 7) | 7                                    | Nox                                  | Bűvölet                              | – |
| 14. Juni 2004 – 27. Juni 2004 2 Wochen | 2                                    | Megasztár                            | Best Of                              | Auch der zweite Sampler im Debütjahr der Castingshow erreichte Platz eins. |
| 28. Juni 2004 – 4. Juli 2004 1 Woche (insgesamt 2) | 2                                    | Hooligans                            | Szenzáció                            | Die Band aus den Nordosten Ungarns wurde bereits 1996 gegründet, war aber erst 2001 erstmals in den Charts. Dieses Platinalbum brachte sie ganz nach vorne. |
| 5. Juli 2004 – 12. September 2004 10 Wochen | 10                                   | (Musical-Soundtrack)                 | Romeo und Julia                      | Die in Frankreich entstandene Musicalversion des Shakespeare-Dramas hatte 2004 in Budapest seine ungarische Uraufführung. |
| 13. September 2004 – 19. September 2004 1 Woche | 1                                    | Ossian                               | Tűzkeresztség                        | Die Hard-Rock-Veteranen hatten 1991 ihr erstes Nummer-eins-Album und sich zwischenzeitlich auch schon für vier Jahre getrennt gehabt. Ihr zehntes Top-10-Album in 16 Jahren war ihr zweiter Chartspitzenreiter.                                                                     |
| 20. September 2004 – 3. Oktober 2004 2 Wochen | 2                                    | Matyi és a Hegedűs                   | 50 pengő                             | Die Danceformation hatte im Vorjahr mit Necsi-necsi bereits ein Nummer-eins-Platinalbum. Daran konnten sie direkt anknüpfen. Nach drei weiteren Top-10-Alben endete ihre Erfolgszeit.                                                                                               |
| 4. Oktober 2004 – 21. November 2004 7 Wochen | 7                                    | Oláh Ibolya                          | Egy sima, egy fordított              | Im Finale von Megasztár musste die Sängerin der Konkurrentin Veronika Tóth den Vortritt lassen, in den Charts tauschten die beiden die Plätze. Von den drei Nummer-eins-Alben, die die Castingshow in diesem Jahr hervorbrachte, erreichte es als einziges eine Platinauszeichnung. |
| 22. November 2004 – 6. Februar 2005 11 Wochen | 11                                   | Irigy Hónaljmirigy                   | Bazi nagy lagzi                      | Zum siebten Mal in neun Jahren erreichte die musikalische Comedytruppe Platz eins und zum vierten Mal Platinstatus. |

## Jahreshitparaden
Die meistverkauften Alben des Jahres (Összesített album- és válogatáslemez-lista - eladási darabszám alapján) und die meistgespielten Lieder des Jahres (MAHASZ Rádiós Top 100) in Ungarn waren:

| ← 2003 ← | Liste der Nummer-eins-Hits in Ungarn | Liste der Nummer-eins-Hits in Ungarn               | Liste der Nummer-eins-Hits in Ungarn | 2005 →   |
| \| Singles \| Position# \| Alben \| \| --------------------------------------------------------------------------------------------------------------------------------------- \| --------- \| -------------------------------------------------- \| \| Let the Sunshine In Milk & Sugar Musik: Galt MacDermot; Text: James Rado, Gerome Ragni \| 1 \| Romeo und Julia (Musical-Soundtrack) \| \| White Flag Dido Dido Armstrong, Rollo Armstrong, Richard Nowels \| 2 \| Bűvölet Nox \| \| Feel Robbie Williams Robbie Williams, Guy Chambers \| 3 \| Egy sima, egy fordított Oláh Ibolya \| \| Ha újra látom Groovehouse \| 4 \| Bazi nagy lagzi Irigy Hónaljmirigy \| \| Híd a folyót TNT \| 5 \| Karácsony Nox \| \| Játszom Hooligans \| 6 \| Hagyd meg nekem a dalt Gáspár Laci \| \| Százszor ölelj még Nox \| 7 \| Megasztár \| \| If You Come to Me Atomic Kitten Julian Gallagher, Martin Peter Harrington, Ash Howes, Sharon Therese Murphy, Richard Frederick Stannard \| 8 \| Szenzáció Hooligans \| \| Shut Up The Black Eyed Peas William Adams, Jaime Gomez, George Pajon \| 9 \| Dancissimo 2004 (Verschiedene Interpreten) \| \| Mozaik Unique \| 10 \| Nagy mulatós lemez 2004 (Verschiedene Interpreten) \| |                                      |                                                    |                                      |          |
| ← 2003 |                                      |                                                    |                                      | → 2005 → |
| Singles | Position#                            | Alben                                              |                                      |          |
| Let the Sunshine In Milk & Sugar Musik: Galt MacDermot; Text: James Rado, Gerome Ragni | 1                                    | Romeo und Julia (Musical-Soundtrack)               |                                      |          |
| White Flag Dido Dido Armstrong, Rollo Armstrong, Richard Nowels | 2                                    | Bűvölet Nox                                        |                                      |          |
| Feel Robbie Williams Robbie Williams, Guy Chambers | 3                                    | Egy sima, egy fordított Oláh Ibolya                |                                      |          |
| Ha újra látom Groovehouse | 4                                    | Bazi nagy lagzi Irigy Hónaljmirigy                 |                                      |          |
| Híd a folyót TNT | 5                                    | Karácsony Nox                                      |                                      |          |
| Játszom Hooligans | 6                                    | Hagyd meg nekem a dalt Gáspár Laci                 |                                      |          |
| Százszor ölelj még Nox | 7                                    | Megasztár                                          |                                      |          |
| If You Come to Me Atomic Kitten Julian Gallagher, Martin Peter Harrington, Ash Howes, Sharon Therese Murphy, Richard Frederick Stannard | 8                                    | Szenzáció Hooligans                                |                                      |          |
| Shut Up The Black Eyed Peas William Adams, Jaime Gomez, George Pajon | 9                                    | Dancissimo 2004 (Verschiedene Interpreten)         |                                      |          |
| Mozaik Unique | 10                                   | Nagy mulatós lemez 2004 (Verschiedene Interpreten) |                                      |          |